# المتحف الوطني السويدي للعلوم والتكنولوجيا
المتحف الوطني السويدي للعلوم والتكنولوجيا (بالسويدية: Tekniska museet)‏ هو متحف سويدي في ستوكهولم، وهو أكبر متحف للتكنولوجيا في السويد، وله ميثاق وطني ليكون مسؤولاً عن الحفاظ على التراث الثقافي السويدي المتعلق بالتاريخ التكنولوجي والصناعي. تضم صالات العرض حوالي 10000 متر مربع، ويستقطب المتحف سنويًا حوالي 350.000 زائر. تتكون المجموعات من أكثر من 55000 تحفة وقطعة أثرية، و1200 متر من السجلات والوثائق الأرشيفية، و 200000 رسم، و 800000 صورة وحوالي 40 ألف كتاب. يقوم المتحف الوطني للعلوم والتكنولوجيا أيضًا بتوثيق التقنيات والعمليات والقصص والمذكرات من أجل الحفاظ عليها للأجيال القادمة.

## التاريخ
تأسس المتحف الوطني للعلوم والتكنولوجيا في عام 1924 من قبل الأكاديمية السويدية الملكية للعلوم الهندسية، واتحاد الشركات السويدية (اتحاد الصناعات السويدية سابقًا)، ورابطة المخترعين السويديين، والرابطة السويدية للمهندسين الخريجين (Svenska Teknologföreningen سابقًا - تقريبًا، الرابطة السويدية للتقنيين). صُمم المبنى الحالي بأسلوب وظيفي من قبل المهندس المعماري راجنار هورث، وافتتح في عام 1936. أصبح المتحف مؤسسة في عام 1947؛ وجرى تشغيله بتمويل حكومي منذ عام 1964. 
في عام 2016، حصل المتحف على جائزة متحف العام، والتي يمنحها الفرع السويدي للمجلس الدولي للمتاحف ومن قبل (الرابطة الوطنية للمتاحف)  استشهدت هيئة المحلفين بتركيز المتحف على الشمولية، واصفة إياه بأنه "المكان المفضل لجميع العباقرة الصغار"، كما حصل في عام 2017، على جائزة الأطفال في المتاحف من الرابطة الدولية للأطفال في المتاحف.

## معرض صور

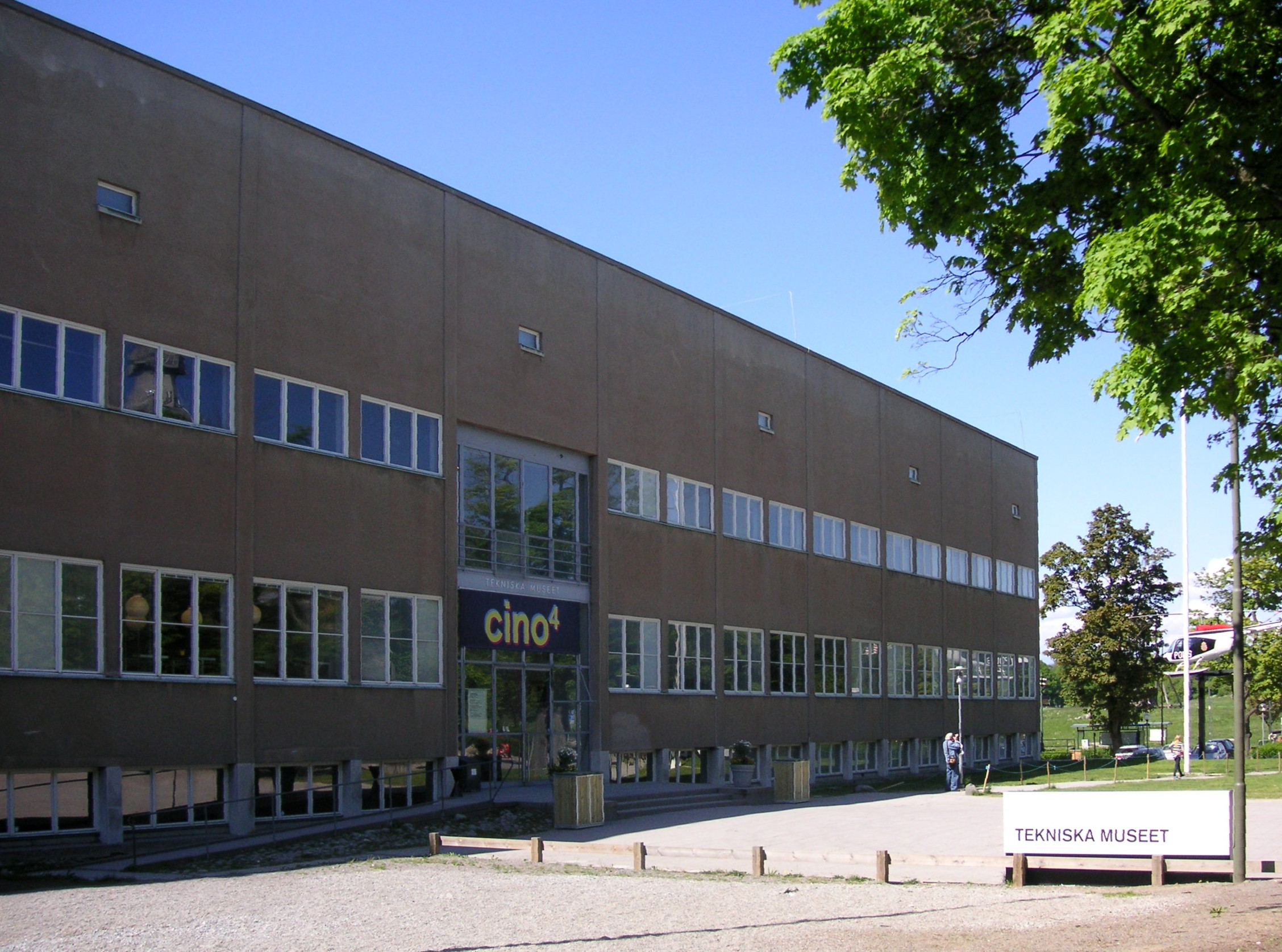
المتحف الوطني للعلوم والتكنولوجيا.
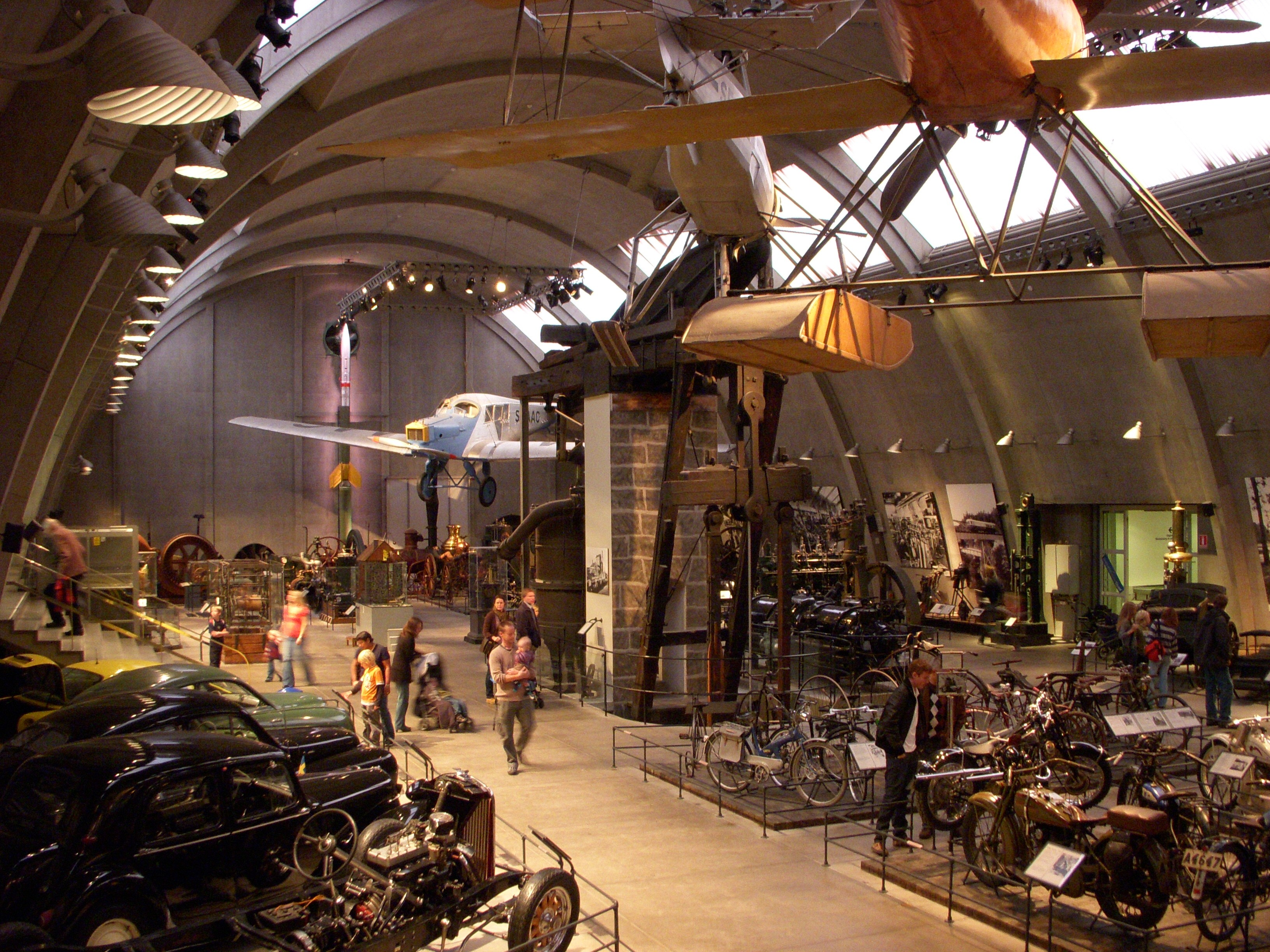
قاعة الآلة
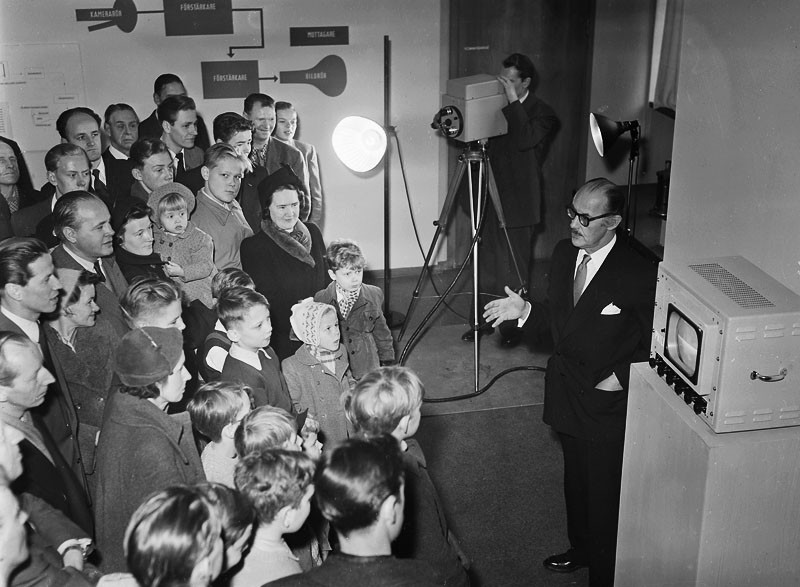
عرض فيليبس للتلفزيون، نوفمبر 1952.
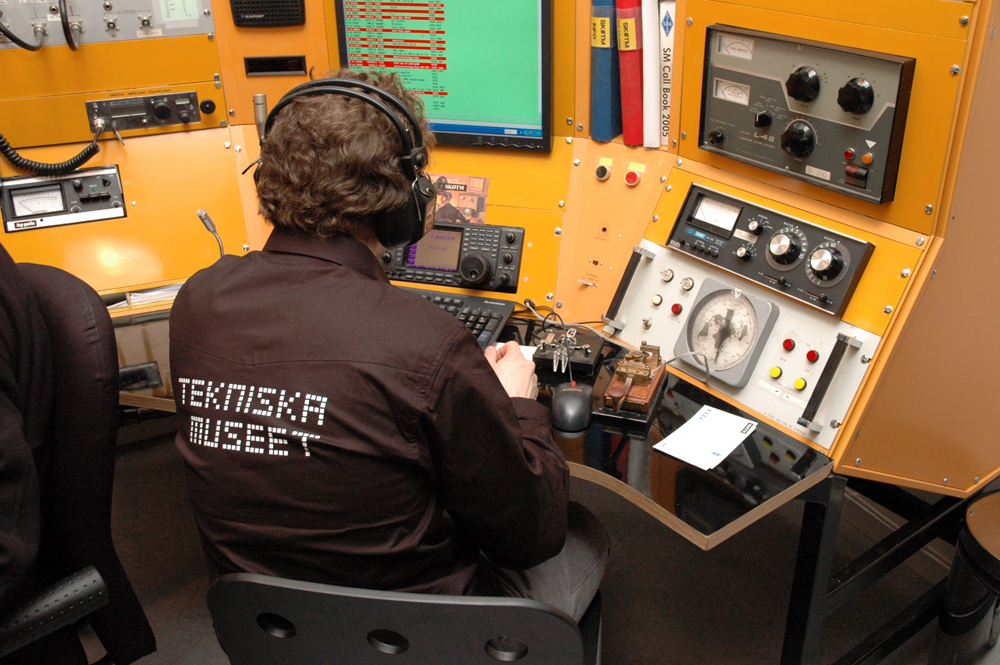
محطة راديو الهواة في المتحف.

## روابط خارجية
- موقع المتحف الوطني السويدي للعلوم والتكنولوجيا.